# 沃特維爾 (康乃狄克州沃特伯里)
沃特維爾（英語：Waterville）是位於美國康乃狄克州新哈芬縣的一個村落。該地的面積和人口皆未知。

## 地理
沃特維爾的座標為41°35′24″N 73°03′05″W / 41.59000°N 73.05139°W，而該地的平均海拔高度為70米（即230英尺）。